# Allison Mack
Allison Christin Mack (Preetz, 29 luglio 1982) è un'attrice statunitense, nota principalmente per il ruolo di Chloe Sullivan nella serie Smallville.

## Biografia
Allison Mack nasce a Preetz, Schleswig-Holstein, Germania Ovest, da genitori americani: il cantante lirico Jonathan Mack e sua moglie Mindy. La famiglia fa ritorno negli Stati Uniti d'America due anni dopo la sua nascita. Ha un fratello maggiore, Robyn, e una sorella minore, Shannon.

### Carriera
Inizia la carriera di attrice all'età di 4 anni nelle pubblicità di un cioccolato tedesco. Segue un breve periodo come modella e, a 7 anni, inizia a studiare al The Young Actors Space di Los Angeles. Nel 1989 debutta sul grande schermo con una piccola parte nel film Scuola di polizia 6 - La città è assediata. Successivamente, nel 1997, interpreta Brooke nella serie televisiva Hiller and Diller e Jenny Szalinski nel film Tesoro, ci siamo ristretti anche noi. Nel 2000 è protagonista di otto episodi in un'altra serie per la televisione, Opposite Sex. Da segnalare la sua partecipazione al film per il piccolo schermo My Horrible Year! (2001), diretto da Eric Stoltz, dove si confronta con attrici quali Karen Allen e Mimi Rogers.
L'attrice raggiunge la notorietà nel 2001, grazie alla serie televisiva Smallville, in cui interpreta la parte di Chloe Sullivan, amica e confidente del giovane Clark Kent/Superman. Allison Mack ricopre il ruolo per dieci anni, diventando l'unico personaggio, oltre al protagonista, a comparire in tutte le stagioni della serie, sebbene nell'ultima sia solo un personaggio ricorrente e non un membro del cast fisso.
Nel 2006 Mack doppia due personaggi dell'animazione: la sorella del protagonista in Ant Bully - Una vita da formica e Clea in un episodio di The Batman. Nel 2008 sperimenta per la prima volta la regia, dirigendo l'episodio di Smallville intitolato Potere. Nel 2009, con le colleghe Kristin Kreuk e Rose Bhura, apre la Parvati Creative Inc., una casa di produzione cinematografica, che lascia nel 2015. Dal 2009, è parte della Iris Theatre Company. Nel 2012 entra nel cast della serie Wilfred, in cui interpreta l'amata del protagonista, l'attore Elijah Wood.

### Vita privata
Nel 2017 sposa Nicki Clyne, solo per consentire all'attrice canadese la permanenza negli Stati Uniti. Nel dicembre 2020 Mack chiede il divorzio. Il 4 giugno 2025 si è sposata a Los Angeles con un imprenditore di nome Frank. 

### Procedimenti giudiziari
Nel 2018 l'attrice viene accusata di aver reclutato donne da destinare a condizioni di schiavitù sessuale per il sedicente guru Keith Raniere, per conto di un gruppo noto come D.O.S. ("Dominus Obsequious Sororium"), di cui farebbe parte come uno dei membri preminenti assieme a Nicki Clyne. Le donne sono anche marchiate a fuoco su idea della stessa Allison Mack con le iniziali "KR" come rito di iniziazione. In totale sono accusate sei persone: Raniere, Mack, Clyne e altre tre donne dirigenti del culto. Questo gruppo costituirebbe la cerchia interna della psicosetta denominata NXIVM (pronuncia “Nexium”), ufficialmente presentata come un gruppo che vende corsi di auto-aiuto. La setta era stata fondata dallo stesso leader Raniere, un imprenditore accusato anche di violenza sessuale, pedofilia, racket, induzione alla prostituzione, prostituzione minorile, sfruttamento di lavoro coatto, estorsione, ostruzione alla giustizia, diffusione di pedopornografia. A NXIVM erano affiliate anche altre personalità come Linda Evans e l'ex collega di Mack in Smallville Kristin Kreuk la frequentava, ma non subisce però accuse in quanto si era limitata a seguire alcuni corsi senza entrare come membro. Molte donne si sarebbero offerte, più o meno spontaneamente, al guru in cambio di favori e carriere nel mondo dello spettacolo, venendo poi soggiogate tramite lavaggio del cervello e utilizzate per lavoro non retribuito e soggette ad abusi sessuali, rituali sadomasochistici e maltrattamenti. Raniere si definiva «attivista, scienziato, filosofo e, soprattutto, filantropo» e si faceva chiamare Vanguard (“avanguardia”), Master o Grandmaster e considerato dai discepoli «come una specie di divinità», arrivando a far credere agli adepti di avere dei poteri speciali. Anche la Mack avrebbe subito un pesante condizionamento, abusi sessuali e schiavitù come slave ma senza SSC, prima di accettare Raniere come maestro e divenire dopo un po' di tempo una dirigente della setta e "dominatrice".
Il 21 aprile 2018 Mack viene arrestata con l'accusa di traffico sessuale, cospirazione e ricatto, ma viene rilasciata su cauzione di 5 milioni di dollari, con l'obbligo di residenza e con braccialetto elettronico nella casa dei genitori. L'8 aprile 2019 si dichiara colpevole delle accuse di racket. Dopo essersi dichiarata numerose volte innocente (parlando attraverso i suoi legali di consensualità e citando una precedente sentenza assolutoria nei confronti di Scientology), l'attrice, rischiando una pena fino a 20 anni, si dichiara colpevole (con gli altri imputati eccetto Raniere) chiedendo scusa alle vittime della setta, accettando un plea bargaining dal procuratore al fine di ottenere uno sconto di pena in quanto testimone dell'accusa assieme ad altre seguaci e alcuni uomini ex dirigenti, nel procedimento contro Keith Raniere, estradato dal Messico e da allora incarcerato per pericolo di fuga. Raniere è stato condannato il 27 ottobre 2020 a 120 anni di carcere.
Il 30 giugno 2021 Allison Mack viene condannata a 3 anni di reclusione e a una multa di 20 000 dollari e il 13 settembre è tradotta al carcere federale di Dublin, nella contea di Alameda. Nel luglio 2023 esce dalla prigione federale dopo aver scontato due anni di pena.

## Filmografia

### Cinema
- Scuola di polizia 6 - La città è assediata (Police Academy 6: City Under Siege), regia di Peter Bonerz (1989)
- Night Eyes Three, regia di Andrew Stevens (1993)
- No Dessert Dad, Til You Mow the Lawn, regia di Howard McCain (1994)
- Vacanze a modo nostro (Camp Nowhere), regia di Jonathan Prince (1994)
- Tesoro, ci siamo ristretti anche noi (Honey, We Shrunk Ourselves), regia di Dean Cundey (1997)
- Ant Bully - Una vita da formica (The Ant Bully), regia di John A. Davis (2006) - voce
- Alice & Huck, regia di Kaleena Kiff (2008)
- You, regia di Melora Hardin (2009)
- Frog, regia di Austin Andrews - cortometraggio (2009)
- Marilyn, regia di Christopher Petry (2011)

### Televisione
- Steven, 7 anni: rapito (I Know My First Name Is Steven), regia di Larry Elikann - film TV (1989)
- Shangri-La Plaza, regia di Nick Castle - film TV (1990)
- Il cane di papà (Empty Nest) - serie TV, episodio 3x03 (1990)
- La sposa perfetta (The Perfect Bride), regia di Terrence O'Hara - film TV (1991)
- Il destino nella culla (Switched at Birth), regia di Waris Hussein - film TV (1991)
- Living a Lie, regia di Larry Shaw - film TV (1991)
- A Private Matter, regia di Joan Micklin Silver - film TV (1992)
- A Message from Holly, regia di Rod Holcomb - film TV (1992)
- Evening Shade - serie TV, episodi 3x02-4x07 (1992-1993)
- A Mother's Revenge, regia di Armand Mastroianni - film TV (1993)
- Un angelo in famiglia (Dad, the Angel & Me), regia di Rick Wallace - film TV (1995)
- Per amore della legge (Sweet Justice) - serie TV, episodio 1x19 (1995)
- Stolen Memories: Secrets From the Rose Garden, regia di Bob Clark - film TV (1996)
- The Care and Handling of Roses, regia di Mel Damski - film TV (1996)
- Unlikely Angel, regia di Michael Switzer - film TV (1996)
- Hiller and Diller - serie TV, 13 episodi (1997-1998)
- Settimo cielo (7th Heaven) - serie TV, episodio 3x03 (1998)
- Providence - serie TV, episodio 1x14 (1999)
- Opposite Sex - serie TV, 8 episodi (2000)
- Kate Brasher - serie TV, episodio 1x06 (2001)
- My Horrible Year!, regia di Eric Stoltz - film TV (2001)
- Smallville - serie TV, 205 episodi (2001-2011) - Chloe Sullivan
- The Nightmare Room – serie TV, episodi 1x12 e 1x13 (2002)
- Smallville: Chloe Chronicles - miniserie TV, 8 episodi (2003-2004)
- Smallville: Vengeance Chronicles - miniserie TV, 6 episodi (2006)
- The Batman - serie animata, episodio 4x04 (2006)
- Superman - Batman: Nemici pubblici (Superman/Batman: Public Enemies), regia di Sam Liu - film TV (2009) - Power Girl
- Riese - webserie, 4 episodi (2010)
- Dirty Little Secret - serie TV, 10 episodi (2010)
- Wilfred - serie TV, 9 episodi (2012)
- The Following - serie TV, 1 episodio (2015)
- American Odyssey - serie TV, 4 episodi (2015)

## Riconoscimenti
- 2002 – Teen Choice Awards
  - Nomination Best Sidekick in a TV Series (Smallville)
- 2003 – Teen Choice Awards
  - Nomination Best Sidekick in a TV Series (Smallville)
- 2004 – Teen Choice Awards
  - Nomination Best Sidekick in a TV Series (Smallville)
- 2005 – Teen Choice Awards
  - Nomination Best Sidekick in a TV Series (Smallville)
- 2005 – Saturn Award
  - Nomination Best supporting actress on Television (Smallville)
- 2006 – Teen Choice Awards
  - Best Sidekick in a TV Series (Smallville)
- 2006 – Saturn Award
  - Nomination Best supporting actress on Television (Smallville)
- 2007 – Teen Choice Awards
  - Best Sidekick in a TV Series (Smallville)
- 2008 – SyFy Genre Award
  - Best Supporting Actress (Smallville)
- 2009 – Teen Choice Awards
  - Nomination Best Sidekick in a TV Series (Smallville)

## Doppiatrici italiane
Nelle versioni in italiano dei suoi film, Allison Mack è stata doppiata da:
- Ilaria Latini in Smallville, Wilfred
- Perla Liberatori in Tesoro, ci siamo ristretti anche noi
- Francesca Manicone in The Following
- Alessia Amendola in Riese

Da doppiatrice è sostituita da:
- Alessia Amendola in Ant Bully - Una vita da formica
- Chiara Gioncardi in Superman/Batman: Nemici pubblici